# Tatsuya Tsuruta
Tatsuya Tsuruta (født 9. september 1982) er en tidligere japansk fodboldspiller.
Han har spillet for flere forskellige klubber i sin karriere, herunder Ventforet Kofu og Kataller Toyama.